# UB 12
Skupina UB 12 byla ve své době volným přátelským uskupením navzájem si blízkých uměleckých osobností. Vznikla kolem Aloise Vitíka, Václava Bartovského a Václava Boštíka v tzv. II. středisku Svazu čs. výtvarných umělců (SČVU), které po zrušení uměleckých spolků (1949) sdružovalo členy Umělecké besedy.

## Historie UB 12
Původní název skupiny měl být 14 UB podle počtu členů, jimiž byli: Václav Bartovský , Václav Boštík, František Burant, Vladimír Janoušek, Věra Janoušková, Jiří John, Stanislav Kolíbal, Jiří Mrázek, Daisy Mrázková, Vlasta Prachatická, Oldřich Smutný, Adriena Šimotová, Alois Vitík a Jiří Šetlík. Roku 1962 se přidala Alena Kučerová a o dva roky později Jaromír Zemina.
Jádro budoucí skupiny se začalo formovat již v 50. letech 20. století kolem Václava Bartovského. Tvořil je okruh výtvarníků a výtvarnic, kteří studovali na VŠUP, jako Mrázek, Jiří John, Adriena Šimotová, Stanislav Kolíbal, Vlasta Prachatická. Druhou klíčovou osobností stojící u zrodu UB 12 byl Václav Boštík, v jehož ateliéru se v roce 1953 konala výstava děl Stanislava Kolíbala, Jiřího Mrázka, Daisy Mrázkové, Jiřího Johna a Adrieny Šimotové. Prvním veřejným vystoupením ještě před ustavením skupiny byla výstava v Alšově síni roku 1957, které se zúčastnili Burant, Kolíbal, Prachatická, John a Šimotová. V té době však byla skupina ještě stále součástí SČVU. Osamostatnila se až v roce 1961.
V roce 1962 se konala historicky první výstava skupiny UB 12 v Galerii Čs. spisovatele, která byla stranickou kritikou naprosto strhána a expozice byla třikrát uzavřena a na pokyn KSČ musela být přeinstalována. Poslední výstava se konala v roce 1965 v Brně a vzbudila neobyčejně kladný ohlas. V roce 1969 se skupina pod vlivem politických událostí začala rozpadat a v roce 1970 byla oficiálně zakázána. V letech 1970-1972 pokračovaly poloilegální schůzky na půdě Umělecké besedy v Alšově síni, na kterých panovala přátelská a inspirativní atmosféra. Inicioval je Jiří Kolář a byly organizované členy hudebního a literárního odboru, obvykle na zvolené téma. Retrospektivní výstavy UB 12 proběhly po roce 1990.
Umělci skupiny UB 12 nikdy netvořili díla bez obsahu, šlo jim o duchovní charakter projevu. Rovněž kladli důraz na respektování individuality a svobody projevu každého umělce a na specifičnost uměleckého díla.

### Výstavy
- 1961 Realizace, Galerie Václava Špály, Praha
- 1962 Tvůrčí skupina UB 12, Galerie Československý spisovatel, Praha
- 1964 Tvůrčí skupina UB 12, Dům umění, Gottwaldov (Zlín)
- 1964 Tvůrčí skupina UB 12, Galerie Nová síň, Praha
- 1965 UB 12, Dům umění města Brna
- 1967 Socha a kresba, Mánes, Praha
- 1991 UB 12, Art Galerie, Žďár nad Sázavou
- 1994 UB 12, Galerie moderního umění v Roudnici nad Labem
- 1994 UB 12, Oblastní galerie Vysočiny v Jihlavě
- 1994 UB 12, Galerie umění Karlovy Vary
- 2007 UB 12, České muzeum hudby, Praha